# La Época (Madrid)
La Época fou un periòdic conservador espanyol vespertí publicat a Madrid entre 1849 i 1936.
Després de l'esclat de la Guerra Civil, va ser confiscat i en els seus tallers es va passar a imprimir El Sindicalista, òrgan d'expressió del Partit Sindicalista d'Ángel Pestaña, que va poder passar de setmanari a diari.